# Arimanes Rupes
Arimanes Rupes es el nombre de una falla geológica sobre la superficie de Marte, al este de Mangala Valles. El acantilado es curvilíneo y rodeado de cráteres de impacto.